# Zabran
Izletište Zabran je šuma i park koji se nalazi u neposrednoj blizini Obrenovca na par stotina metara od grada. Jednim svojim delom izlazi na reku Savu a drugim delom dodiruje reku Kolubaru. Iako još uvek nema status izletničke šume. U izletištu Zabran tokom godine boravi izuzetno veliki broj ljudi, izletište ima i nekoliko restorana koji rade u toku cele godine.

## Opis
Kroz izletište Zabran je izgrađena trim staza u dužini od 1480 metara sa 16 stanica. Na samom ulasku u šuma nalaze se Obrenovački bazeni Nikola Tesla i Obrenovačka Banja. Hotel Obrenovac se nalazi na stotinak metara od samog izletišta. U samom izletištu se nalazi manji broj kuća ili vikendica u kojima živi manji broj ljudi u toku cele godine, u samom izletištu se nalazi improvizovani kamp i restorani Savska Terasa i Alaska Koliba.
Izletište Zabran je omiljeno mesto Obrenovčana koji provode dosta vremena u njemu. Idealno je za ljubitelje prirode i one koji žele da pobegnu od buke i asfalta.
Šetalište sa odmorištima pored puta, sa izletničkim drvenim klupama i natkrivenim stolovima, dovodi do plaže na Savi sa uređenim prilazima vodi, tuševima i pontonima. Leti se u Zabranu okuplja i veliki broj kupača. Omiljena mesta izletnika koji vole ručak u prirodi, opremljena kućicama, klupama i stolovima, a nalazi se levo i desno od glavnog puta. Ujedno, ovo su jedini prostori u Zabranu, namenjeni paljenju vatre i pečenju mesa. Obrenovac je udaljen nešto manje od 30 km od Beograda a izletište Zabran je na samom ulasku u grad na vrlo atraktivnoj sportskoj lokaciji, gde se pored hotela nalaze možda i najbolji bazeni u Beogradu. Izletište ima prelepe staze za trčanje za one koji vole da trče. Trim staza poseduje 16 sprava.